# Подкуп (фильм)
«Подкуп» (англ. The Bribe) — фильм нуар режиссёров Роберта З. Леонарда и Винсента Миннелли, вышедший на экраны в 1949 году.
Фильм рассказывает об американском правительственном агенте (Роберт Тейлор), которого забрасывают на остров в Центральной Америке с целью разоблачения преступной организации, нелегально торгующей излишками американской военной продукции. Во время выполнения задания у агента завязывается роман с певицей из ночного клуба (Ава Гарднер), которая ошибочно подозревается в связях с преступниками, и он даже думает о том, чтобы принять предложенную ему взятку и бежать вместе с возлюбленной, но в итоге остаётся верным своему долгу и доводит порученное ему дело до конца.
Фильм стал первой из трёх картин, в которых сыграли вместе контрактные звёзды студии «Metro-Goldwyn-Mayer» Роберт Тейлор и Ава Гарднер.

## Сюжет
В своём гостиничном номере на острове Лос Транкос около побережья Центральной Америки американский правительственный агент Ригби (Роберт Тейлор) размышляет о выборе между деньгами или честью, вспоминая о событиях, которые случились с ним в течение нескольких последних дней:
Руководство направило Ригби в город Карлотта на острове Лос Транкос с заданием выявить и уничтожить преступную группу, которая занимается незаконной торговлей излишками американской военной продукции, в частности авиамоторами, которые нелегально похищаются с заводов под видом производственных отходов и вывозятся в страны Южной Америки, где продаются со сверхприбылью. При этом Ригби получил имена двух возможных членов этой преступной организации — певицы из ночного клуба Элизабет Хинттен (Ава Гарднер) и её мужа Тага Хинттена (Джон Ходяк), а также имя местного правительственного агента, который должен оказывать содействие Ригби в осуществлении необходимых правоохранительных действий, так как юрисдикция США на территорию острова не распространяется. Прибыв в Карлотту, Ригби под видом любителя морской рыбалки селится в местной гостинице. Тем же вечером в ночном клубе агент знакомится с красавицей Элизабет Хинттен, которая представляет ему своего мужа Тага. Сильно выпивший Таг рассказывает, что во время войны служил летчиком в ВВС, однако после демобилизации из-за слабого здоровья потерял работу в гражданской авиации, и в итоге стал спиваться. На следующее утро Ригби арендует катер и под видом рыбалки обследует близлежащие острова в поисках перевалочной базы преступников. За ужином Ригби полностью попадает под очарование Элизбет, и начинает постоянно думать о ней. Они едут искупаться в море, после чего целуются на берегу, однако затем Элизабет уходит. Несколько дней спустя в баре к Ригби подсаживается некто Дж. Дж. Билер (Чарльз Лоутон), неопрятный полный старик с больными ногами, который представляется посредником. Билер заявляет агенту, что ему известно, кто он такой, и пытается подкупить его, предлагая 10 тысяч долларов, однако Ригби отказывается вести какие-либо переговоры на этот счёт. Одновременно агент начинает подозревать, что Билер каким-то образом связан с элегантным бизнесменом по имени Карвуд (Винсент Прайс), который только что приехал в Карлотту, якобы для того, чтобы переправить оборудование для своего рудника в Перу. На следующий день Карвуд приглашает Ригби на рыбалку. Оказавшись в какой-то момент у штурвала, Карвуд намеренно дёргает катер, в результате чего Ригби падает в море. Хозяин катера Эмилио Гомес спасает Ригби, прыгая в воду и затаскивая его на борт, однако самого Эмилио относит от катера, где, видимо, он гибнет от напавших акул. После возвращения в порт Карвуд извиняется, утверждая, что дёрнул лодку ненамеренно, от неумения управлять.
Вечером Ригби приходит выразить соболезнования Пабло (Мартин Гарралага), отцу Эмилио, который подтверждает подозрения агента в отношении того, что Таг связан с Билером, и вызывается помочь Ригби проследить за лодкой Тага, управляя катером вместо своего сына. Кроме того, он сообщает, что рыбаки считают, что Карвуд намеренно подстроил падение в море, и Ригби догадывается, что Карвуд хотел убить именно его. Около гостиницы Элизабет встречает Ригби, признаваясь ему, что не любит Тага, и что тот об этом знает. Она говорит, что собирается уйти от мужа, после чего они целуются, окончательно понимая, что любят друг друга. Однако когда тем же вечером у Тага случается очередной сердечный приступ, Элизабет заявляет, что в такой ситуации не сможет уйти от мужа. В баре к Ригби присаживается Билер, предлагая уже 12 тысяч долларов, однако Ригби уходит, не дав ответа. На следующее утро Ригби вместе с Пабло следят за лодкой Тага, замечая небольшую бухту, где контрабандисты хранят и тестируют похищенные авиамоторы. После возвращения в гостиницу Билер вновь навещает Ригби, заявляя, что если тот разоблачит их, Элизабет надолго сядет в тюрьму вместе с остальными, так как на её имя зарегистрирована лодка, перевозящая контрабандные грузы. После ухода Билера Ригби остаётся в комнате один, раздумывая, как поступить — если он выполнит свой долг и доведёт расследование до конца, то пострадает Элизабет. С другой стороны, он может спасти Элизабет, взяв предложенные преступниками деньги и сбежав вместе с ней.
История возвращается в настоящее время. Билер приходит к Элизабет, которой врач только что сообщил, что если мужа срочно не увезти с острова, то он умрёт. Билер сообщает ей, что Ригби является федеральным агентом, который собирается упрятать её мужа в тюрьму за участие в государственных хищениях. Билер предлагает спасти её мужа от смерти и от тюрьмы, взамен требуя, чтобы после окончания шторма, перед тем, как их лодка выйдет в море, она бы усыпила Ригби с помощью снотворного. Когда Ригби приходит к Элизабет и просит её честно рассказать ему обо всём, ей кажется, что Билер был прав, говоря, что Ригби просто использует её, чтобы засадить её мужа. В ответ она требует полной честности от него, однако Ригби молчит, и тогда она просит его уйти. На следующий день, когда лодка преступников уже собирается выйти в море, Элизабет всё-таки приходит к Ригби, снова объясняясь в любви, и они целуются. Однако в тот момент, когда Ригби подходит к телефону, Элизабет незаметно добавляет к его напиток снотворное. Когда он чувствует, что Элизабет его опоила, Ригби успевает сказать, что перед их встречей выбрал счастливую жизнь вместе с ней, однако своими действиями Элизабет перехитрила саму себя, а затем погружается в сон. Карвуд приходит к Тагу, требуя, чтобы тот закончил перевозки, однако тот возмущён тем, что Карвуд вопреки их договорённости втянул в это дело Элизабет. И когда Таг угрожает обо всём рассказать властям, Карвуд душит его подушкой, однако в этот момент возвращаются Элизабет с Билером. Карвуд успевает скрыться, а они вызывают врача, однако Таг умирает на руках у Элизабет. Когда Элизабет решает уйти к Ригби, заявляя, что теперь её ничего не держит, Билер останавливает её, говоря, что у его номера их могут убить и советует ей остаться дома.
Вечером Пабло приходят в гостиницу, чтобы в соответствии с договорённостью выйти с Ригби в море. Немного придя в себя, Ригби связывается по телефону с местным агентом, излагая ему план операции по захвату базы контрабандистов. Тем временем в городе начинается карнавал. Ригби приходит в гримёрку Элизабет, где обнаруживает прячущегося Билера, который признаётся, что работал на Карвуда, который и является главной всей банды. Кроме того он сообщает, что Элизабет до последнего времени ничего не знала об их преступной деятельности. Далее он говорит, что на самом деле это Карвуд убил Тага, а сейчас прислал Билера выяснить, не рассказал ли Таг чего-либо жене перед смертью. Билер соглашается сотрудничать с Ригби и по его указанию находит в порту Карвуда, который сообщает ему, что полиция провела облаву, обнаружив их базу с товаром, так что теперь они потеряли всё. Под предлогом того, что Элизабет что-то узнала от умирающего мужа, Билер приводит Карвуда к ней в гримёрку, где Карвуд собирается её убить. Ригби, который устроил в гримёрке засаду, задерживает Карвуда, угрожая ему оружием, однако тому удаётся погасить в комнате свет и скрыться в темноте. Ригби преследует Карвуда в плотной карнавальной толпе, и в конце концов Карвуд пробирается в зону фейерверка. Среди вспыхивающих огней начинается ожесточённая перестрелка Ригби с Карвудом, в ходе которой агент убивает преступника, после чего возвращается в гостиницу и целует Элизабет.

## В ролях
- Роберт Тейлор — Ригби
- Ава Гарднер — Элизабет Хинттен
- Чарльз Лоутон — Дж. Дж. Билер
- Винсент Прайс — Карвуд
- Джон Ходяк — Тагвелл «Таг» Хинттен
- Сэмьюэл С. Хайндс — доктор Уоррен
- Джон Хойт — Гиббс
- Мартин Гарралага — Пабло Гомес

## Создатели фильма и исполнители главных ролей
Как написал историк кино Джефф Стаффорд, «триллер „Подкуп“ был аномальным явлением в обширной фильмографии режиссёра Роберта З. Леонарда, специализацией которого были шикарные костюмированные драмы, мыльные оперы и мюзиклы. Со своей порочной средой и тёмными личностями это была совершенно нетипичная работа среди фирменных картин Леонарда, который поставил для Metro-Goldwyn-Mayer такие кассовые фильмы из среды высшего общества, как „Гордость и предубеждение“ (1940) и „Девушки Зигфелда“ (1941)».
Стаффорд отметил, что «Подкуп» был первым из трёх фильмов студии MGM, в которых сыграли вместе две крупнейших звезды студии —Роберт Тейлор и Ава Гарднер. Роберт Тейлор добился признания в 1930-е годы как красивый романтический герой в таких мелодрамах, как «Великолепная одержимость» (1935), «Дама с камелиями» (1936) и «Мост Ватерлоо» (1940), позднее сыграв некоторые из своих лучших ролей в фильмах нуар «Джонни Игер» (1941), «Подводное течение» (1946), «Высокая стена» (1947), «Полицейский-мошенник» (1954) и «Девушка с вечеринки» (1958). Ава Гарднер впервые обратила на себя внимание игрой в фильме нуар «Убийцы» (1946), а в 1954 году была номинирована на Оскар за главную роль в приключенческой мелодраме Джона Форда «Могамбо» (1953). Некоторые из своих лучших ролей Гарднер сыграла уже на рубеже 1950-60-х годов в таких фильмах, как «Босоногая графиня» (1954), «На берегу» (1959), «Ночь игуаны» (1964) и «Семь дней в мае» (1964). Помимо этой картины Тейлор и Гарднер снялись вместе ещё в двух фильмах — в исторической драме «Рыцари Круглого стола» (1953) и в вестерне «Отважные противники» (1953).

## История создания фильма
Ава Гарднер в своей биографии «Ава, моя история» писала, что работа над картиной велась в съёмочном павильоне MGM, где были выстроены декорации, «которые подозрительно напоминали Мексику». Актриса вспоминает, что была счастлива, когда ради соответствия местным условиям она «была освобождена от своего обычного чёрного обтягивающего платья и одета в мексиканские одежды и очаровательные местные блузки». Далее Гарднер пишет: «Хотя по роли я казалась счастливой, когда пела и танцевала в местном кафе, моей главной задачей было бросить один короткий взгляд на мистера Тейлора… и оказаться в его объятиях. В данном случае это произошло не только на экране, но и в реальной жизни. Нет никаких оснований говорить о том, что у нас был любовный роман. В то время я постоянно и тесно общалась с некоторыми из самых красивых и романтических мужчин на планете, однако они меня нисколько не трогали. Дело не в том, что я не восхищалась мужчинами, нет, я ими восхищалась… Но я была сторонницей отношений „один мужчина — одна женщина“. Мне не нужен был поток любовников. Человек должен был понравиться мне очень сильно, чтобы он мог бы побеспокоить мой сон. Но так как мы с Говардом Даффом к тому моменту уже расстались, я была свободна. И Боб Тейлор конечно отвечал всем моим требованиям, а я — его… Наш роман продлился три, может быть, четыре месяца, и это была волшебная маленькая интерлюдия».
Как отмечает Стаффорд, «хотя Гарднер и не завоевала никаких призов за свою игру в роли загадочной Элизабет Хинттен, почти все были согласны с тем, что она выглядела восхитительно, несмотря на тяжёлые гулянки за рамками съёмок. С другой стороны, Роберт Тейлор, который уже давно был образцовым женским кумиром студии MGM, наконец, начал превращаться в первоклассного актёра, сыграв позднее свои лучшие роли в таких фильмах нуар, как „Полицейский-мошенник“ и „Девушка с вечеринки“. „Подкуп“ был важным шагом в этом направлении, создав Тейлору образ крутого, циничного героя, однако сам фильм актёру не понравился. Он признавался Гарднер, что считал его одним из худших своих фильмов».
Как было отмечено в журнале «Голливуд репортер» в начале октября 1948 года, с учётом реакции публики на предпросмотрах, студия MGM добавила три съёмочных дня, чтобы расширить линию любовного романа между Авой Гарднер и Робертом Тейлором.

## Оценка фильма критикой

### Общая оценка фильма
После выхода фильма на экраны кинообозреватель Босли Кроутер в «Нью-Йорк Таймс» предостерёг кинолюбителей от его просмотра, заявив, это будет «ничем иным, как пустой тратой денег на глупость», и «если бы не несколько крупных имён, то этот фильм не поднялся бы выше третьей строчки в афише грайндхаусов». Кроутер назвал картину «чисто романтической небылицей, которая столь же зловредна, сколь и абсурдна», при этом вся эта история разыграна на полном серьёзе, «без какого-либо подмигивания публике или малейшего намёка на иронию». Лишь в самом конце режиссёр Роберт З. Леонард даёт понять, что фильм «является чистым бредом, когда взрывает всё вокруг с помощью пиротехники». И это, по словам Кроутера, «единственный верный шаг во всём фильме».
Современные историки кино восприняли фильм более позитивно. В частности, Крейг Батлер назвал картину «невыдающимся, но очень хорошим и заслуживающим внимания криминальным триллером». И хотя его основные элементы были видены и ранее, тем не менее, «самое большое наслаждение в такого рода фильмах обеспечивают детали, вариации основных элементов, и в этом плане „Подкуп“ проделал более чем достойную работу». Фильм собирает многие «знакомые кусочки и составляет из них достаточно увлекательную картинку». И хотя она и «немного провисает в одном-двух местах», но при этом содержит две отличных сцены — «плавание с акулами» и кульминацию с фейерверком. Джефф Стаффорд назвал картину «стильным саспенс-триллером», при этом отметив, что «не удивительно, что он в своё время он не стал хитом ни у критиков, ни у публики». Главными причинами этого, по мнению критика, стали «надуманный сюжет» и неопределённость его «тональности, которая колеблется между ненамеренным переигрыванием и мрачной мелодрамой». Однако, как пишет Стаффорд, «сегодня фильм смотрится чрезвычайно увлекательно, а решающая перестрелка в разгар великолепного фейерверка потрясающе снята Джозефом Руттенбергом». По мнению Денниса Шварца, это «терпимый, но не особенно интересный фильм нуар», который «страдает от бессмысленности истории, тусклой постановки и оказавшихся не на своём месте блистательных звёзд Роберта Тейлора и Авы Гарднер». Шварц полагает, что фильм «сильно испортила его неуместная романтическая направленность», в результате чего он «так и не смог набрать ход вплоть до самого финала с великолепной перестрелкой между Тейлором и Прайсом в разгар фейерверка». Однако «к этому времени история уже показала себя слишком обычной, чтобы предложить какой-либо серьёзный смысл, а её главная тема о моральной дилемме Тейлора,… кажется, уже не имеет большого значения». Кроме того, по мнению Шварца, фильм страдает от «фальшивой картинки и достаточно банальных реплик, которые вызывают у зрителя зевоту». В частности, в одной из сцен персонаж Тейлора следующим образом пытается объяснить своё моральное падение: «Продать честь… Честь — это всего лишь слово. Говорите его почаще, и оно превратится просто в звук, в котором уже не будет никакого смысла». Как пишет Шварц, «этими же словами можно описать и весь этот фильм, так как он утерял цель в самом начале, а его история так и не нашла никакой правды». Спенсер Селби пишет, что фильм рассказывает о «федеральном агенте, который пытается уничтожить банду контрабандистов в Южной Америке, однако сталкивается с проблемами из-за отношений со сладострастной женщиной», а обозреватель журнала «TimeOut» назвал картину «слабеньким триллером, снятом в дёшево оформленном павильоне на задворках студии MGM», который выделяется разве что внушительной парой преступников в исполнении Винсента Прайса и Чарльза Лоутона. По словам Боба Порфирио, по своим составляющим элементам это достаточно распространённая послевоенная история, которая лишь по касательной пересекается с жанром фильм нуар. Тем не менее, «воздействие нуаровой традиции заметно здесь в отображении всепроникающей коррупции, поддержанной романтизированной средой и символическим присутствием таких бандитов, как Чарльз Лоутон и Винсент Прайс». Кроме того, по фильму разбросаны характерные для нуара стилизованные кадры, а «также характерное ощущение страха в рассказе Ригби, который на определённом этапе решает поступиться карьерой и честью ради любви к Элизабет. И хотя в конце он оказывается победителем, свой рассказ он ведёт с нуаровой позиции поражения и предательства».

### Оценка актёрской игры
Критически оценивший картину Кроутер, в частности, написал: «Тейлор хмур и мрачен в роли секретного агента, которому не до юмора в его противостоянии соблазнам, а Гарднер играет сладострастную благородную сирену». Кроме того, то здесь, то там «Джон Ходяк что-то бормочет, Винсент Прайс источает дьявольское злорадство, а Чарльз Лоутон притворно улыбается и суетится в роли подлого посредника, у которого серьёзные проблемы с больными ногами». Обозреватель журнала «TimeOut» считает, что «Тейлор в своей роли не поднимается до уровня моральной дилеммы, когда ему предлагают соблазнительную сумму и неотразимые чары певицы из кафе в исполнении Гарднер». Шварц полагает, что «Тейлор и Гарднер слишком красивы для своих ролей, а их любовных муках не ощущается убедительности», в результате они практически «не привносят в историю истинно нуарового циничного настроения. Лишь только благодаря преступникам в исполнении Прайса и Лоутона фильм источает яд». По мнению Батлера, Тейлор и Гарднер находятся «в отличной физической форме и очень хороши в своих ролях», но «лучшими всё же стали Лоутон и Прайс». Карл и Филипп Френчи отметили, что в роли «ночной певицы Гарднер создаёт образ невинной роковой женщины, подобной Рите Хейворт в „Гильде“», а Майкл Кини считает, что «красивая Гарднер великолепна, но именно Лоутон, которому удаётся переиграть даже Прайса, становится главной звездой фильма» .